# Ніколайс Малта
Ніколайс Малта (латис. Nikolajs Malta; 12 лютого 1890, Крейцбург — 21 листопада 1944, Англія) — латвійський ботанік.

## Біографія
У пізні роки великий науковий інтерес проявляв до ботаніки. Головним науковим об'єктом стали мохи. На відкритий ним рід мохів Zygodon в 1925 була захищена докторська робота. Доктор наук і професор Латвійської вищої школи. Засновник і перший директор ботанічного саду в Ризі. Член-кореспондент Societas pro Fauna et Flora Fennica. Після статті Малта в «Jaunākās Ziņas» англійська мова стала першою іноземною мовою в школах Латвії. Загинув під час бомбардування.

## Публікації
Автор понад 130 наукових і науково-популярних праць. Автор першого підручника латвійською мовою для школярів «Botānika».

## Нагороди
- Орден Трьох зірок;
- Орден Британської імперії.